# Halmstads högre allmänna läroverk

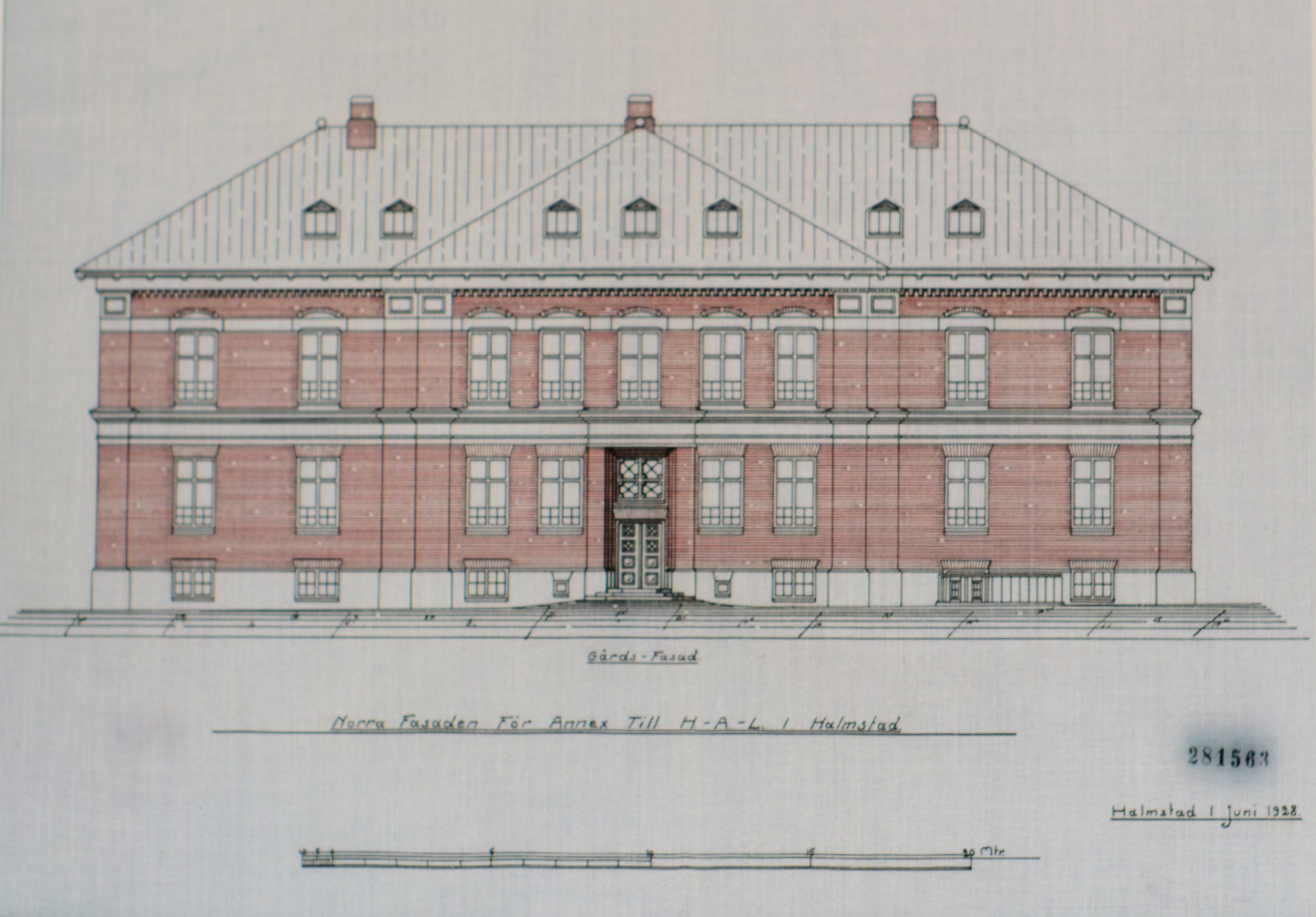
Läroverkets, och senare Örjansskolans, annex från 1929

Halmstads högre allmänna läroverk var en undervisningsanstalt i Halmstad med rötterna i 1400-talet. År 1969 flyttade verksamheten till det då nybyggda Sannarpsgymnasiet.

## Historik
En stadsskola skall enligt Georg Brandell ha funnits i Halmstad redan på 1400-talet. I början av 1600-talet omtalas två lärare vid skolan; en rektor och en kollega. Från 1700-talet låg skolan i det hus i hörnet av Köpmansgatan och Klammerdammsgatan, som senare kallades Mellgrenska huset. Detta hade dock endast en lärosal, som tydligen användes av båda lärarna samtidigt. I ett utlåtande till uppfostringskommittén 1812 framhöll rektor Daniel Kullberg att skolan i stort behov av bättre lokaler och en tredje lärare, en apologist, för de elever som inte var tänkta för fortsatta studier. År 1820 beviljades medel till de tredje läraren, men det dröjde till 1826 innan skolan kunde flytta in i nya större lokaler i den av staden nyinköpta Twistens gård vid Storgatan.
Från 1600-talet och fram till början av 1800-talet hade skolan vanligen omkring 60 elever. Den betecknades enligt 1820 års läroverksstadga som lägre lärdomsskola. De elever som önskade studera vidare vid universitet hänvisades vanligen till vidare studier vid Göteborgs högre lärdomsskola eller Lunds katedralskola. Under Lennart Åbergs tid som rektor från 1847 började övergången till ett fullskaligt högre elementarläroverk, vilket skedde 1857 och då skolan erhöll fem klasser. År 1861 hade antalet elever stigit till 108, och rektor begärde då att få erhålla rymligare lokaler. Man erhöll därför året därpå lokaler i det tidigare rådhuset i Twistens gård. En gymnastikbyggnad hade därtill uppförts inom kvarteret 1859.
Tanken var först att använda den gamla rådhusbyggnaden permanent, men senare började tanken att låta uppföra en ny skola, tillräcklig för ett fullvärdigt 7-klassigt läroverk att växa sig starkare. Trots stöd från både regering och riksdag dröjde det till 1869 innan den nya skolan, Gamla läroverket, var i bruk. Enligt riksdagsbeslut skulle Halmstads läroverk redan 1864 utses till fullvärdig och läsåret 1867–1868 ändringen vara fulländad. Tills vidare fick man därför använda rektorsbostaden och en annan lärarbostad i gamla skolhuset till undervisningssalar. Antalet elever var nu uppe i 234. 11 juni 1868 anställdes för första gången studentexamen i Halmstad.
Redan från början fanns såväl en reallinje som en latinlinje. Åren 1878–1879 började man för första gången använda namnet Halmstads högre allmänna läroverk, sedan den nya läroverksstadgan hade ersatt benämningen elementarläroverk med allmänna läroverk. Redan vid invigningen av Gamla läroverket 1869 visade sig huset ha betydande brister, på grund av dåliga grundförhållanden fick det omfattande sättningar och fick repareras. Antalet elever fortsatte även att öka, 1905 hade man 325 elever, 1925 515 och 1945 814 elever, och skolbyggnaden blev snabbt även den för liten. 1902 beslutade stadsfullmäktige att uppföra en ny läroverksbyggnad på den så kallade Söderlingska lyckan, norr om järnvägen till Göteborg. Byggnaden ritades av arkitekt Alfred Hellerström och invigdes 8 oktober 1906 av biskop Edvard Herman Rodhe. En fristående annexbyggnad, ritad av Sven Gratz, uppfördes 1928-1926. Ytterligare ökade behov ledde till att den i skolans närhet belägna Haldafabrikens lokaler 1944 övertogs och omändrades till lektionssalar. En gymnastiksal för de kvinnliga eleverna uppfördes i början av 1940-talet. Skolbyggnaderna rymmer nu Internationella engelska skolan, Halmstad
År 1966 kommunaliserades skolan, som bytte namn till Örjansskolan. Verksamheten flyttade 1969 till Sannarpsgymnasiet. Studentexamen gavs från 1868 till 1968 och realexamen från 1907 till 1970.